# Janusz Pyciak-Peciak
Janusz Gerard Pyciak-Peciak (* 9. února 1949 Varšava) je bývalý polský moderní pětibojař. Byl členem klubu Legie Varšava.
Zpočátku se věnoval vodnímu pólu, atletice a dalším sportům, na moderní pětiboj se zaměřil jako devatenáctiletý. Je vysoký 171 cm, díky krátkému frekvenčnímu roku vynikal v přespolním běhu, jeho slabinou byla v počátcích kariéry střelba. Na Letních olympijských hrách v roce 1972 obsadil 21. místo v závodě jednotlivců a 8. místo v závodě družstev. Na LOH 1976 vyhrál mezi jednotlivci a s družstvem skončil čtvrtý. Na LOH 1980 skončil šestý v individuální a čtvrtý v týmové soutěži. Olympiádu v roce 1984 v Los Angeles Polsko bojkotovalo, Pyciak-Peciak toto rozhodnutí kritizoval.
Na mistrovství světa v moderním pětiboji vyhrál třikrát soutěž družstev (1977, 1978 a 1981) a dvakrát mezi jednotlivci (1977 a 1981). Osmkrát se stal mistrem Polska (1974, 1975, 1976, 1977, 1980, 1981, 1982 a 1983). V letech 1977 a 1981 byl zvolen polským sportovcem roku.
Po ukončení závodní kariéry působil v USA jako trenér. Je předsedou Polského svazu moderního pětiboje a sportovním ředitelem Mezinárodní unie moderního pětiboje.
Jeho otec Stefan Peciak byl za druhé světové války ve Francii raněn. V nemocnici nemohli za zakrvácených dokladů přečíst jeho jméno a zapsali ho jako „Pyciak nebo Peciak“. Dvojité příjmení mu už zůstalo a přešlo i na jeho syna, který se až později vrátil k původnímu Peciak.